# 太平洋フェリー

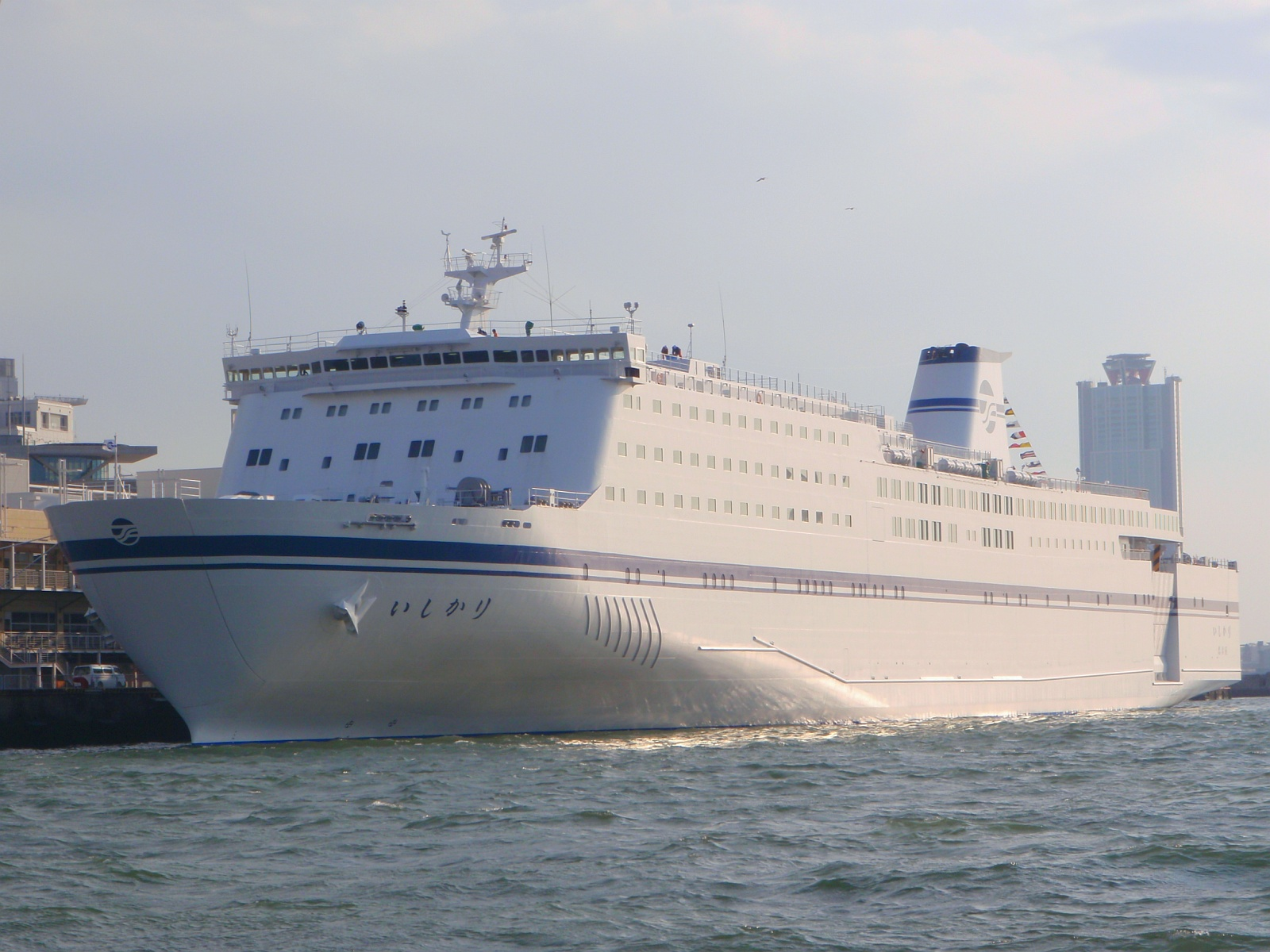
「いしかり」（3代目、大阪港）
※就航前の寄港時に撮影。

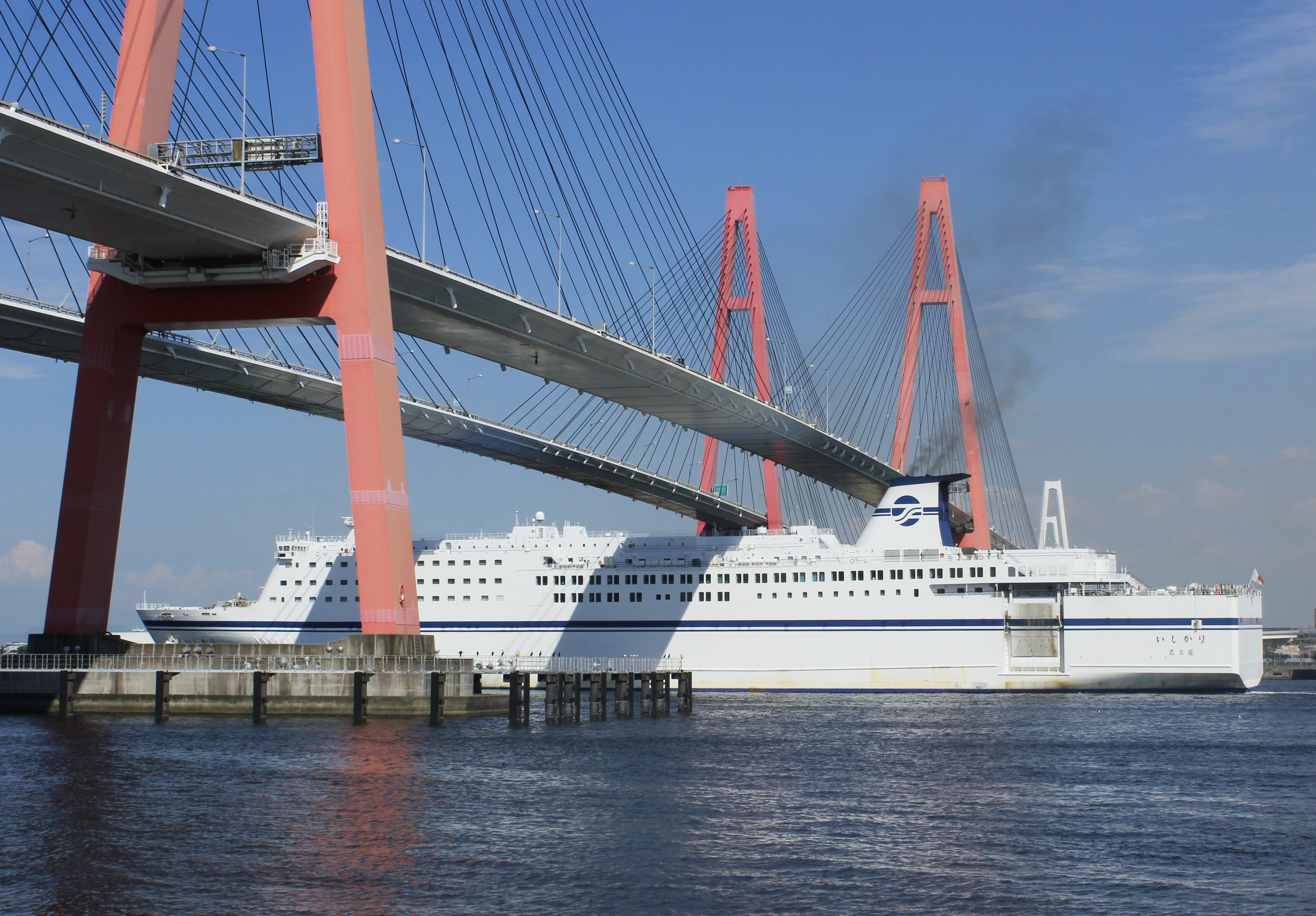
名港西大橋を横断する太平洋フェリー「いしかり」
（愛知県名古屋市港区）

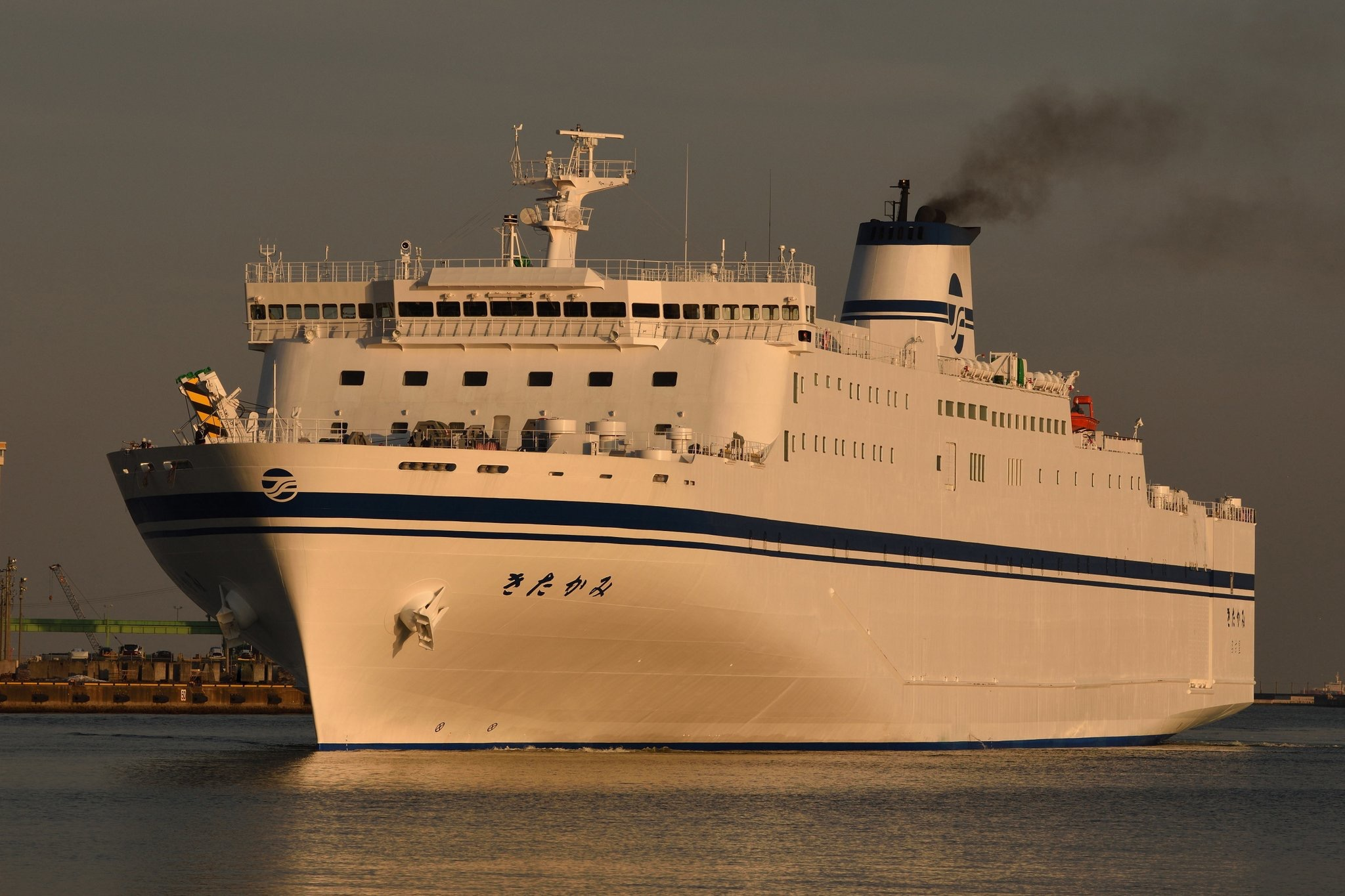
「きたかみ」
（2代目、仙台港）

太平洋フェリー株式会社（たいへいようフェリー）は、愛知県名古屋市中村区に本社を置く日本の海運会社。名鉄グループ傘下で、名古屋 - 仙台 - 苫小牧間において定期航路（フェリー）を運航している。この記事では、前身の太平洋沿海フェリー株式会社（たいへいようえんかいフェリー）についても記述する。

## 概要
1970年、長距離フェリー開設ラッシュのなかで名古屋鉄道社長で名古屋商工会議所会頭の土川元夫の提案により名古屋財界が中心となり「太平洋沿海フェリー株式会社」を設立。その後2度のオイルショックで経営難に陥り、1982年に経営改善の為に新たに「太平洋フェリー」を立ち上げ、営業権を引き継いで現在に至る。
充実した個室や設備等により、船旅を扱う雑誌などでトップクラスの評価を得ている。また、ピアノの演奏やコンサート等のイベントなども運航毎に行われ、船長のトークショーなど珍しい企画も行っている。福島県沖での僚船との対航のさい、極めて接近して行き違うのも乗客へのサービスのひとつである。
ファンネル（煙突）のマークは、「太平洋」と「フェリー」の頭文字、TとFを重ね合わせたものである。また前身の太平洋沿海フェリー時代は「F」部分の横線が3本となっており沿海の「E」を示していた。

## 歴史
- 1970年
  - 1月30日 - 名古屋 - 仙台 - 苫小牧間の一般旅客定期航路事業免許を申請[3]。
  - 4月30日 - 太平洋沿海フェリー発起人会開催[4]。
  - 7月27日 - 名古屋 - 大分間の一般旅客定期航路事業免許を申請[3]。
  - 10月20日 - 太平洋沿海フェリー設立、資本金4億円[3]。
  - 12月18日 - 名古屋 - 大分間の一般旅客定期航路事業免許を取得[3]。当初は高知寄港も計画されたが、他社との調整もあり取りやめとなった[5]。
- 1971年5月28日 - 名古屋 - 仙台 - 苫小牧間の一般旅客定期航路事業免許を取得[3]。
- 1972年10月1日 - 名古屋 - 大分航路（九州航路）に第一船「あるかす」就航、資本金16億円に増資[3]。
- 1973年
  - 1月31日 - 「あるびれお」就航、九州航路を毎日運航とする[6]。
  - 3月25日 - 「あるなする」が九州航路に就航、「あるびれお」を苫小牧航路に転属[6]。
  - 4月1日 - 「あるびれお」で名古屋 - 仙台 - 苫小牧航路（北海道航路）就航[6]。当初苫小牧港は東4号埠頭、仙台港は中野埠頭を暫定使用[7]。
  - 6月28日 - 「あるごう」が九州航路に就航、「あるかす」を苫小牧航路に転属[6]。
- 1974年
  - 7月15日-9月7日 - 「あるびれお」エンジン修理の代船としてフジフェリー「いせ丸」を裸用船し北海道航路で運航[6]。
  - 12月26日 - 「いしかり」（初代）がドック代船として暫定就航[8]。
- 1975年
  - 4月1日 - 「いしかり」（初代）が北海道航路に就航、苫小牧港発着埠頭を苫小牧西港フェリーターミナルに移転[8]。
  - 5月3日 - 九州航路を上り便のみ那智勝浦に寄港開始[8]。
  - 7月1日 - 「だいせつ」が北海道航路に就航[8]。
  - 7月17日-1976年1月4日 - 沖縄国際海洋博覧会に合わせ名古屋 - 那覇 - 運天間でのクルーズ便を7回催行。
  - 10月26日 - 「あるなする」を日本カーフェリーに売却、九州航路を2日1便に減便[8]。
- 1976年3月31日 - 仙台港発着埠頭を現在のフェリー専用埠頭に移転[8]。
- 1980年4月1日 - 「あるごう」を関西汽船に売却し九州航路を休止、コンピューター貨物システム稼働[9]。
- 1981年
  - 4月1日- 休止中の名古屋 - 那智勝浦 - 大分航路廃止[9]。
  - 12月28日-1982年1月3日 - 「いしかり」エンジン修理の代船として西日本汽船「ゆうとぴあ」を用船し年末年始小笠原クルーズに使用[9]。
- 1982年
  - 4月8日 - 名鉄グループの全額出資により現会社「太平洋フェリー」設立、資本金4.5億円[10]。太平洋沿海フェリーの営業権を承継。旧会社はこの後「名鉄管財」に改称[11]。
  - 5月4日 - 旧会社太平洋沿海フェリーの資本金を7200万円に減資[11]。
  - 6月1日 - 資本金を18億円に増資[11]。
- 1984年3月16日 - 名鉄管財の保有する太平洋フェリー船舶4隻を買い取り[11]、名鉄グループ47社出資で資本金を40億円に増資[12]。
- 1985年
  - 1月16日 - 北海道-大洗フェリー航路開設に伴う航路調整で、「だいせつ」を東日本フェリーに売却し北海道航路名古屋-仙台-苫小牧を2隻での隔日運航、仙台-苫小牧間を1隻での隔日運航とする[11]。
  - 11月25日 - 収益の安定を背景に資本金を20億円に減資[13]。
- 1987年
  - 10月26日 - 「きそ」（初代）が就航[14]。
  - 11月2日 - 「あるかす」をギリシャに売船[14]。
- 1989年
  - 10月21日 - 「きたかみ」（初代）が就航[15]。
  - 10月16日 - 「あるびれお」をギリシャに売船[15]。
- 1991年
  - 3月25日 - 「いしかり (フェリー・2代)」（2代目）が就航[15]。
  - 4月2日 - 「いしかり」（初代）をギリシャに売船[15]。
- 1992年4月 - エゾシカをモチーフとしたマスコットマークを制定、北海道の自然やロマンと愛らしさや力強さを表すアイヌ紋様の帽子をかぶったエゾシカが船のイメージで波間から顔を出すデザインとした[16]。
- 1993年5月 - エゾシカをモチーフとしたマスコットマークの名称を一般公募で「フェリカ」に決定[17]。
- 1999年4月 - 船内レストランをカフェテリア式からバイキング式にリニューアル[18]。
- 2005年
  - 1月9日 - 「きそ」（2代目）が就航。
  - 2月 - 「きたかみ」の船内をリニューアル。
- 2011年
  - 3月11日 - 東北地方太平洋沖地震発生にともない全便の運航を停止する。
  - 3月23日 - 仙台港を除き、貨物に限定した暫定運航を再開する[19][20]。
  - 3月24日 - 仙台港への、貨物に限定した暫定運航を再開する[21][22]。
  - 3月25日 - 「いしかり (フェリー・3代)」（3代目）が就航[20][23]。
  - 5月26日 - 臨時ダイヤで旅客運航を再開。なお名古屋行き便は仙台からの乗船はできなかった。
  - 6月5日 - 仙台港フェリーターミナルが仮復旧し、この日より通常ダイヤ運航を再開。翌6日より仙台港での乗降が可能となった。
- 2015年
  - 3月2日 - 東日本大震災以降中止していた仙台港寄港時の一時下船がこの日より再開。
- 2019年
  - 1月25日 - 「きたかみ」（2代目）が就航。
- 2020年
  - 3月 - 新型コロナウイルス感染症対策に伴い船内娯楽施設・マッサージ機・サウナを休止、2等和室の定員を減少させ提供[24]。
  - 3月5日 - 新型コロナウイルス対策としてレストランのバイキング提供を休止、定食形式の限定メニューを提供[24]。
  - 4月24日 - 5月5日 - 新型コロナウイルス対策として2等和室の利用を停止。
  - 7月15日 - スタンドコーナー営業を再開[25]。
  - 7月19日 - レストランでのバイキング提供を再開[25]。
  - 9月19日 - 「いしかり」「きそ」でのゲームコーナー・マッサージコーナーの営業を再開[26]。
  - 9月21日 - シアターラウンジでの映画上映を再開[26]。
- 2023年5月 - シアターラウンジでのステージショーを再開。

## 航路

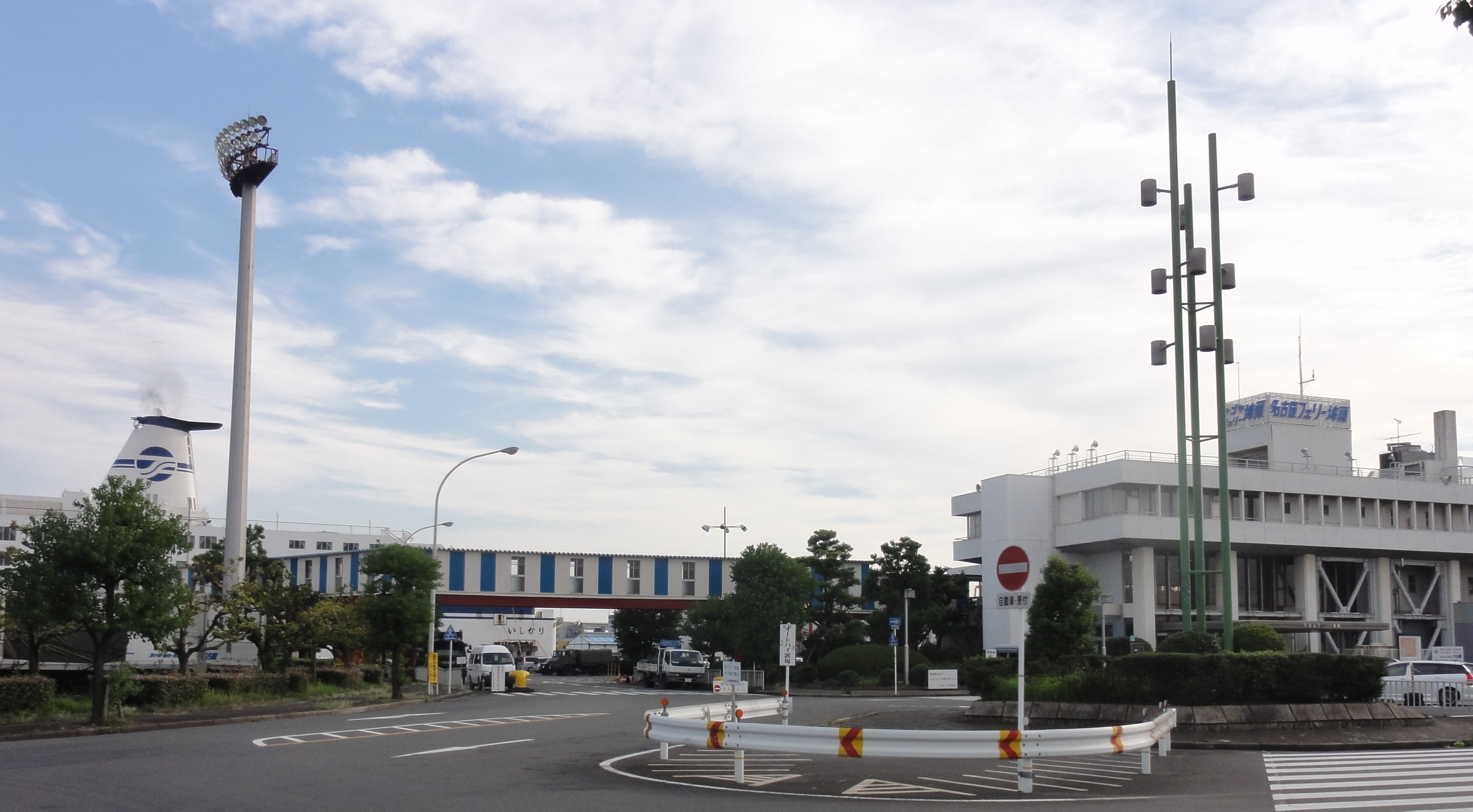
接岸中の「いしかり」
（2代目、名古屋港）

### 運航中の航路
- 定期航路（名古屋港（フェリー埠頭） - 仙台港（フェリー埠頭） - 苫小牧港（西港フェリーターミナル））
  - 全区間を運航する便を隔日運航している。また、その間に仙台 - 苫小牧間の折り返し便を運航しているため、同区間では毎日運航となる。
  - 例年、1月後半から2月にかけてがドック期間となっており、この間は変則運航となる。また、年末年始に休航日がある。
  - 名古屋 - 苫小牧間の直通旅客は、仙台港停泊中に一時下船（実質2時間30分程度）が可能である。震災後は津波を警戒して中止されていたが2015年3月2日の名古屋発苫小牧行きの便（苫小牧発名古屋行きの便については翌3日）より一時下船が再開されている[27]。
- その他
  - 定期航路の間合い運用で、土休日を中心とした不定期の頻度で伊勢湾（名古屋港発着）や仙台湾（仙台港発着）での「ランチバイキングクルーズ」を実施している。
  - 年末年始の定期航路休航日に、自社または他の旅行会社主催による初日の出クルーズが行われる。近年は高知港が主で、過去には小笠原[28]・沖縄・長崎などへも寄港した。また、1975年から1990年代にかけては中日ドラゴンズの選手をゲストに迎えたクルーズ運航も行われた[29]。

### 過去に運航していた航路
- 名古屋 - 那智勝浦 - 大分
  - 太平洋沿海フェリー時代に運航していた定期航路。営業譲渡前の1981年4月に廃止されている。

## 船舶

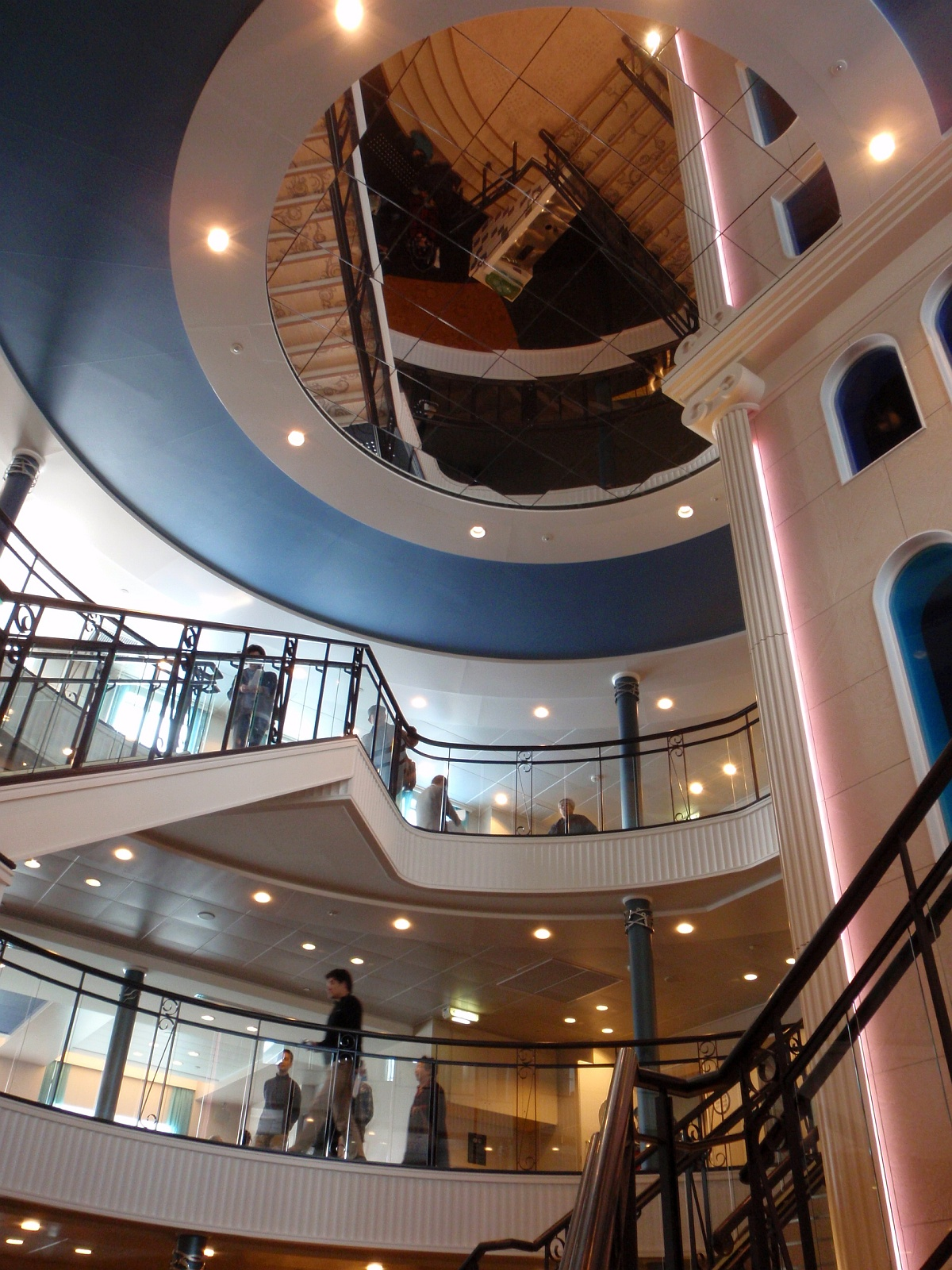
「いしかり」
（3代目、エントランス）

### 就航中の船舶
「いしかり」「きそ」「きたかみ」の3船体制で運航している。基本的には「いしかり」と「きそ」が名古屋 - 仙台 - 苫小牧間の直通便、「きたかみ」が仙台 - 苫小牧間の折り返し便を担当する。
「いしかり」は3代目にあたる。2008年、三菱重工業に発注され下関造船所で建造 された。2010年8月26日進水し、2011年3月13日に苫小牧発の便から就航予定であったが、東北地方太平洋沖地震にともない延期となった。その後、暫定運航開始にともない同月25日に就航した。
「きそ」は2代目にあたる。なお、同船は雑誌「クルーズ」（海事プレス社）が選出する「フェリー・オブ・ザ・イヤー」を2005年から2010年まで6年連続で受賞している（なお、2代目「いしかり」も同賞を1992年から2004年まで13年連続で受賞し、3代目「いしかり」が2011年に受賞）。
「きたかみ」は2代目にあたる。2019年1月25日に就航した。19時00分苫小牧発で、翌26日10時00分仙台着、同日19時40分仙台発で翌27日11時00分苫小牧着、27日19時00分苫小牧発で仙台を経由し、29日10時30分名古屋着、同日19時00分名古屋発で仙台を経由し31日11時00分苫小牧着が最初の就航ダイヤとなった。
船舶要目
| 船名           | いしかり                | きそ                 | きたかみ             |
| -------------- | ----------------------- | -------------------- | -------------------- |
| 建造           | 三菱重工業下関造船所    | 三菱重工業下関造船所 | 三菱重工業下関造船所 |
| 竣工           | 2011年3月               | 2004年1月            | 2018年12月           |
| 就航           | 2011年3月               | 2005年               | 2019年1月            |
| 総トン数       | 15,762トン              | 15,795トン           | 13,694トン           |
| 全長           | 199.9m                  | 199.9m               | 192.5m               |
| 全幅           | 27.0m                   | 27.0m                | 27.0m                |
| 航海速力       | 23.0ノット              | 23.2ノット           | 約24ノット           |
| 最大速力       | 26.5ノット              | 26.73ノット          | 24.6ノット           |
| 最大出力       | 24,000 kW（32,640馬力） | 32,200馬力           | 16,000KW             |
| 旅客定員       | 777名                   | 768名                | 535名                |
| トラック積載数 | 184台                   | 174台                | 166台                |
| 乗用車積載数   | 100台                   | 113台                | 146台                |
| エレベーター   | 4基                     | 3基                  | 2基                  |

客室等級
以下の一覧には、ドライバー室を含まない。
| いしかり               | きそ                   | きたかみ                |
| ---------------------- | ---------------------- | ----------------------- |
| ロイヤルスイートルーム | ロイヤルスイートルーム | -                       |
| スイートルーム         | スイートルーム         | -                       |
| セミスイートルーム     | セミスイートルーム     | -                       |
| 特等客室（洋室）       | 特等客室（洋室）       | 特等客室（洋室）        |
| 特等客室（和室）       | 特等客室（和室）       | 特等客室（和室）        |
| 1等客室（和室）        | 1等客室（和室）        | 1等客室（フォース）     |
| 1等客室（和洋室）      | 1等客室（和洋室）      | 1等客室（ウイズペット） |
| 1等客室（洋室）        | 1等客室（洋室）        | 1等客室（クロスツイン） |
| -                      | -                      | 1等客室（バリアフリー） |
| S寝台（1段ベッド）     | S寝台（1段ベッド）     | エコノミーシングル      |
| B寝台（2段ベッド）     | B寝台（2段ベッド）     | B寝台（2段ベッド）      |
| 2等（和室）            | 2等（和室）            | C寝台（2段ベッド）      |

ギャラリー

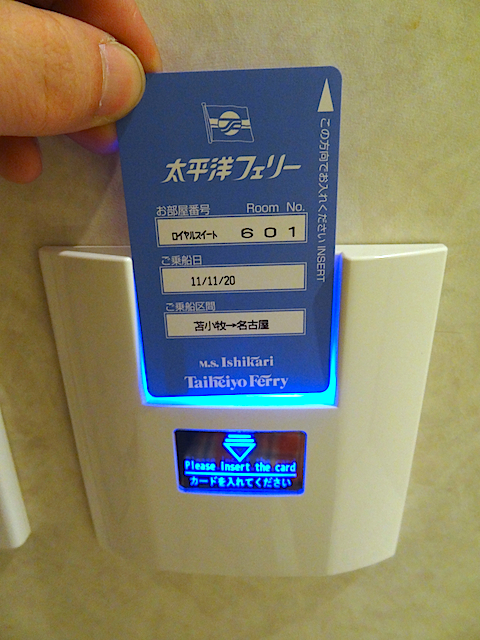
「いしかり」
（3代目、カードキー）

※すべて「いしかり（3代目、現在就航中）」の画像。
- ロイヤルスイート
（リビング）
- ロイヤルスイート
（寝室）
- ロイヤルスイート
（パウダールーム）
- ロイヤルスイート
（浴室）
- セミスイート
（寝室）
- セミスイート
（浴室）
- 特等和室
- 1等和洋室
- S寝台
- 2等

- プロムナード
- レストラン
- 展望大浴場（男湯）
- 客室通路
- ゲームコーナー
- マッサージ機コーナー
- 自販機・喫煙コーナー
- 入港記念盾
- 車両甲板（後部）
- 建造中の様子

- バイキングの例
（1日目・夕食）
- （2日目・朝食）
- （2日目・昼食）
- （2日目・夕食）
- （3日目・朝食）

### 引退した船舶

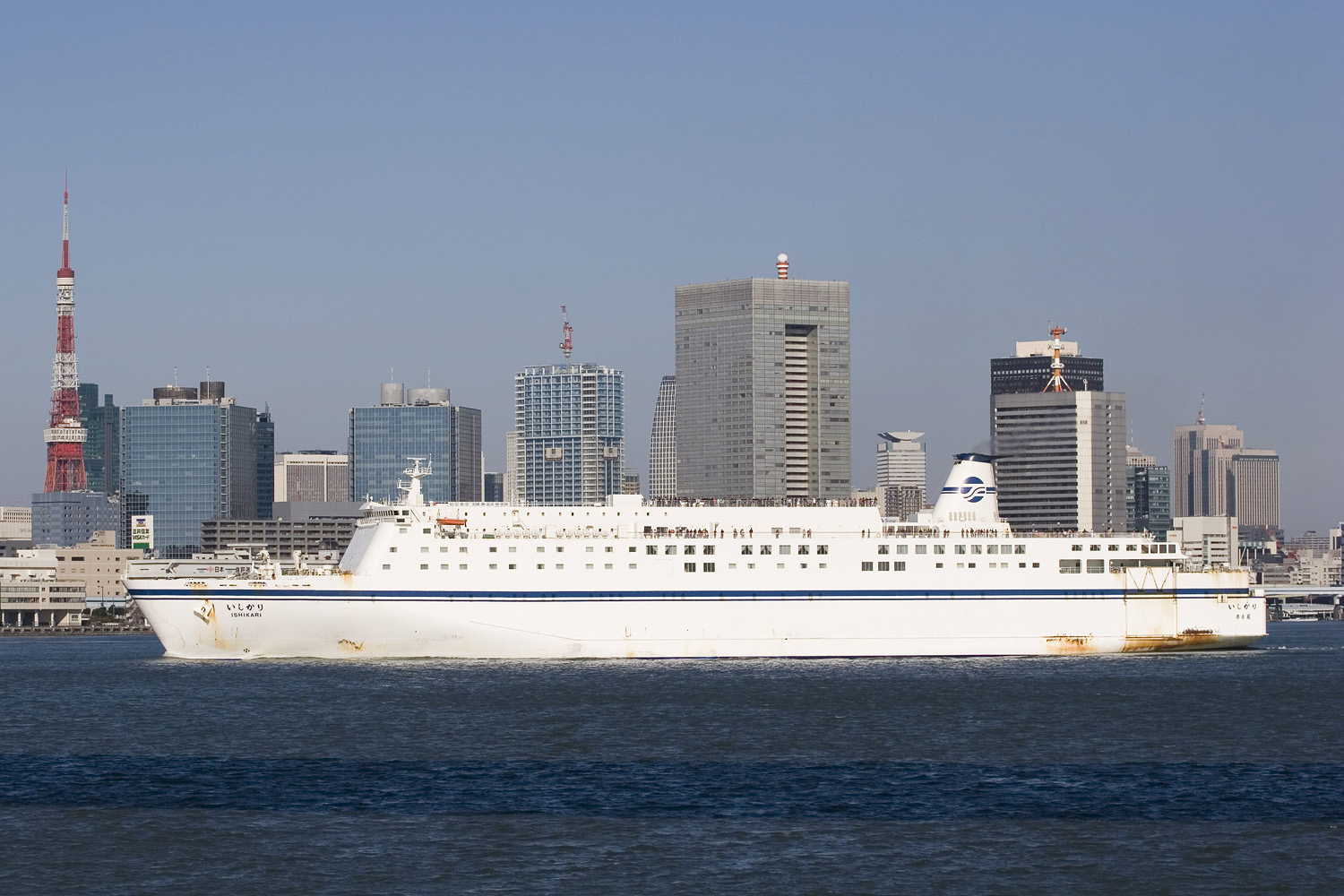
いしかり(2代目)東京都港区台場

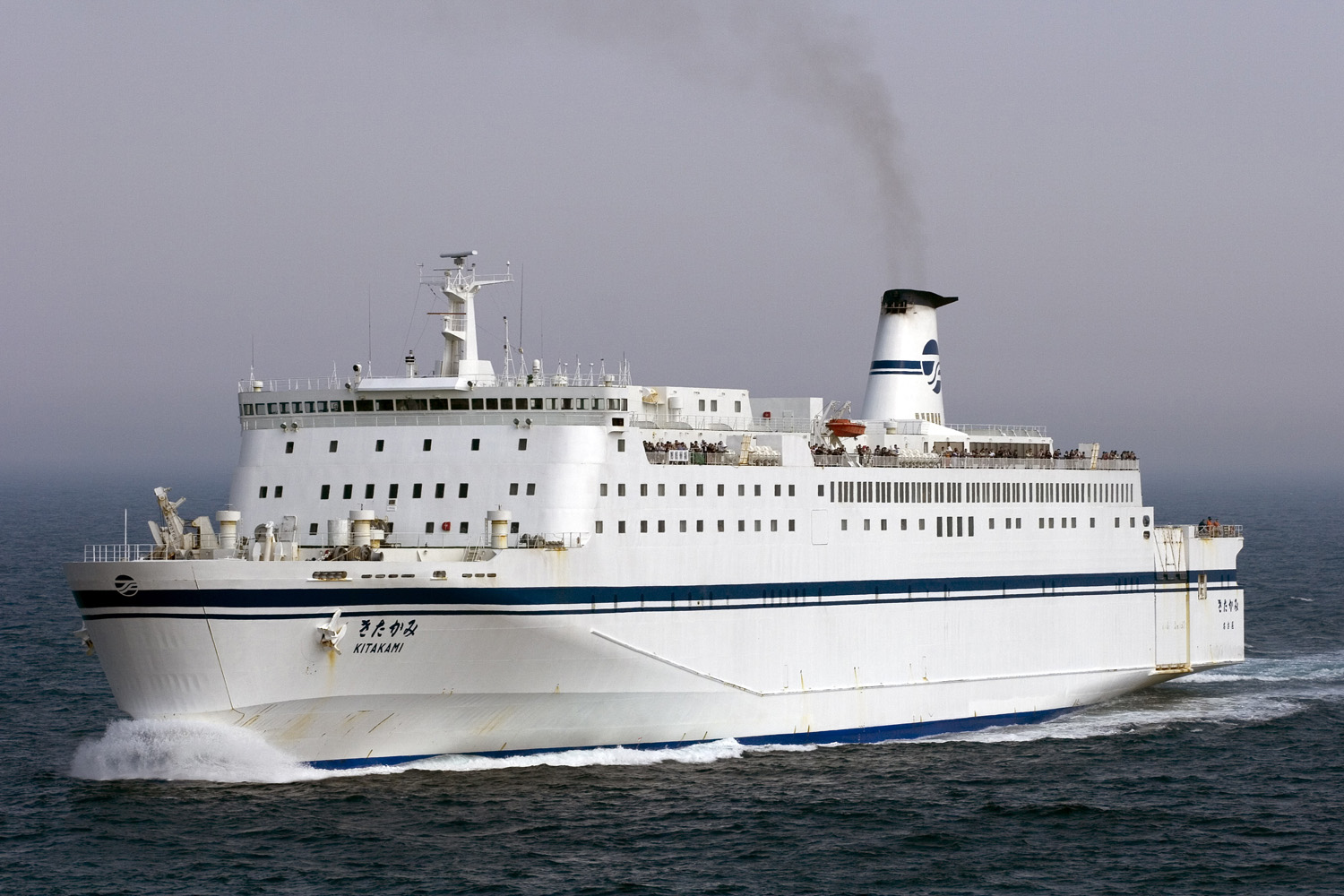
きたかみ(初代)福島県相馬沖

- きたかみ （初代）
1989年10月竣工・就航。13,818総トン、全長192.5m、幅27.0m、出力28,800馬力、航海速力22.6ノット（最大24.9ノット）。
旅客定員842名。車両積載数：トラック165台・乗用車147台。三菱重工業神戸造船所建造。
2019年1月19日をもって引退
｢きたかみ」は2011年3月11日の東日本大震災発生時、通常運航のため仙台港に停泊中だったが、大津波警報発令を受け緊急離岸し速やかに湾外退避を行い津波による被害を免れた[36]。

- いしかり（2代目）
1990年7月竣工、1991年就航。14,257総トン、全長192.5m、幅27.0m、出力29,540馬力、航海速力21.5ノット（最大23.3ノット）。
旅客定員812名。車両積載数：トラック176台・乗用車150台。三菱重工業神戸造船所建造。
1992年から2004年まで、フェリー・オブ・ザ・イヤーを受賞。
2011年3月10日をもって引退[37][38]、その後中国に売却された後キプロスへ売却。
- きそ（初代）
1987年10月就航。13,730総トン、全長192m、幅27m、出力28,800馬力、最大速力23.9ノット。
旅客定員850名、車両搭載台数：トラック176台、乗用車120台。三菱重工業下関造船所建造。
ラグジュアリー路線をコンセプトにした第1船。
2005年引退後、日本国外へ売却され地中海方面で運航。一時期2隻の「きそ」が同時運航したことがあったため、営業上の配慮から2代目が「ニューきそ」と呼ばれていた。
- だいせつ
1975年6月就航。11,879総トン、全長175m、幅24m、出力27,580馬力、最大速力24.6ノット[39]。
旅客定員905名、車両搭載台数：トラック136台、乗用車105台[39]。内海造船瀬戸田工場建造。
トラックの搭載能力をかなり重視しながらも、2層建ての展望室や和風レストランのほか、当時としては比較的珍しい展望浴室を設けていた。
1985年に引退後、東日本フェリーに売却され「ばるな」（初代）に改称。
- いしかり（初代）
1974年12月就航。11,880総トン、全長175m、幅24m、出力27,580馬力、最大速力24.6ノット[39]。
旅客定員905名、車両搭載台数：トラック136台、乗用車105台[39]。内海造船瀬戸田工場建造。
だいせつの同型船。1980年代には船体延長工事、「きそ」（初代）就航後はロビースペースの拡充が行われた。
1991年、「いしかり」（2代）就航に伴い引退しギリシャへ売却。
- あるごう
1973年6月就航。6,949総トン、全長132.0m、幅22.7m、出力16,000馬力、最大速力22.5ノット。
旅客定員699名、車両搭載台数：トラック55台、乗用車94台。日本海重工業富山造船所建造。
他の船舶より全長が短いため、ピッチングに悩まされたという。
1980年に引退後、関西汽船に売却され「フェリーこがね丸」に改称。
- あるなする
1973年4月就航。6,934総トン、全長132.0m、幅22.7m、出力16,000馬力、最大速力22.5ノット。
旅客定員695名、車両搭載台数：トラック57台、乗用車100台。日本海重工業富山造船所建造。
「あるごう」の同型船。
1975年に引退後、日本カーフェリーに売却され「えびの」に改称。
- あるびれお
1973年2月就航。9,750総トン、全長167.2m、幅24m、出力18,800馬力、最大速力24ノット。
旅客定員925名、車両搭載台数：トラック95台、乗用車75台[39]。内海造船瀬戸田工場建造。
近海郵船「まりも」の改良型。1978年、車両甲板の増設工事を行う。
1989年、「きたかみ」就航に伴い引退しギリシャへ売却。
- あるかす
1972年10月就航。9,779総トン、全長167.2m、幅24m、出力18,800馬力、最大速力24ノット。
旅客定員925名、車両搭載台数：トラック95台、乗用車75台[39]。内海造船瀬戸田工場建造。
あるびれおの同型船。1977年、車両甲板の増設を行う。
1987年に、きそ（初代）就航に伴い引退しギリシャへ売却。

## 運賃・料金
この項目では、特に記載がない限り定期航路の運賃・料金について記述する。

### 特徴
- 期間別運賃
  - 本州対北海道の航路は需要面で強い夏期波動が現れるため、従来から夏期運賃を設定して通常運賃より若干高めの運賃を適用しているが、最近では、通常運賃的な位置付けとなるA期間、繁忙期運賃のB期間、最繁忙期運賃のC期間に区分され、ゴールデンウィークや年末年始にも割増運賃の適用が拡大されている。
- 船室貸切料金
  - 個室の相部屋利用は行っていない。なお、定員に満たない人数で利用するさい、他社では不足する人数分について大人正規運賃の50%前後に相当する船室貸切料金を徴収するのが一般的だが、当社はA期間に限りこの扱いを行っていない（B・C運賃期間は船室貸切料金（不足する人数につき大人基本運賃の半額）が必要）。
  - 個室を定員の半数に満たない人数で予約することはできない。これはB・C運賃期間において船室貸切料金を支払う場合も同様である。（定員に幅がある部屋種別の場合、定員の最低人数の半数で計算する。また、半数の計算は端数切り上げ。）

### 割引制度
- インターネット割引
  - 自社サイトからインターネット予約した場合に割引が受けられる。
  - 旅客・乗用車・オートバイ・自転車に適用
  - A期間 10% 割引、B・C期間 5% 割引
  - 車両のみの予約は不可。
  - ランチバイキングクルーズも5%割引になる。
- 往復割引
  - 往路を正規運賃で乗船し、往路乗船日までに復路乗船券を購入した場合、往路乗船日を含め15日以内の同一区間の復路が割引となる。
  - 旅客・乗用車・オートバイ・自転車に適用
  - 復路運賃が 10% 割引
- 学生割引
  - 学生証の提示により割引が受けられる。
  - S寝台以下の旅客に適用
  - 10% 割引
- JAF会員割引
  - 日本自動車連盟 (JAF) 会員証の提示により割引が受けられる。
  - 旅客・乗用車・オートバイ・自転車に適用
  - 10% 割引（ただし、B・C期間は適用除外）
  - JAF会員証1枚に付き乗用車（二輪車）1台とその定員内の同乗者、徒歩乗船の場合は会員本人を含めて最大5名まで。
- 身体障害者割引・知的障害者割引・精神障害者割引・被救護者割引
  - 身体障害者手帳・療育手帳・精神障害者保健福祉手帳を提示した場合、または所定の保護施設・救護施設などが交付する旅客運賃割引証を提出した場合に割引が受けられる。
  - S寝台・エコノミーシングル以下の旅客に適用（ただし、介護者（被救護者は付添人）付きの場合は全等級、本人と介護者（同）1名に適用）
  - 50% 割引
- メディアカード会員割引
  - メディアカードの提示により割引が受けられる。
  - 割引内容はJAF会員割引と同一。
- イオンクレジットカード会員割引 
  - イオンクレジットカードの提示により割引が受けられる。
  - 旅客・乗用車・オートバイ・自転車に適用
  - 10% 割引（ただし、B・C期間は適用除外）
  - カード1枚に付き乗用車（二輪車）2台と会員本人を含めて最大8名まで。

### セットプラン等
以下のプランは、いずれも事前決済が必要となる。電話予約の場合の決済方法は、クレジットカード、コンビニ・ATM収納、郵便振替のいずれかとなる。
- 早割
  - 期間限定、客室数限定で、28日前までの予約 50% 割引となる。設定期間内でも便によっては設定がない場合もある。
  - 旅客・乗用車・オートバイ・自転車に適用。ただし、早割運賃で車両のみの航送はできない。
  - インターネット予約のみ
- クルーズパック
  - モーニングバイキングつきプラン
  - インターネット予約または電話予約
- マイカープラン
  - 仙台 - 名古屋間限定。旅客と乗用車航送をセットにした割引プラン。
  - インターネット予約または電話予約
- 往復フェリーフルパック
  - 往復利用全食事つきプラン
  - 仙台 - 名古屋間、苫小牧 - 名古屋間で設定。
  - 電話予約のみ

## 補足事項
- 任意ISM取得
  - 2007年10月までに会社及び保有3船すべての任意ISM（国際安全管理）を取得した。この取得は外航船においては強制だが、内航船については任意のものである。
- 営業倉庫
  - 苫小牧港近くの北海道苫小牧市あけぼの町に、営業倉庫として定温倉庫2棟と常温倉庫1棟を有している。
- 業績推移

| 年度                    | 売上高  | 従業員数 |
| ----------------------- | ------- | -------- |
| 2009年（平成21年）3月期 | 120億円 | 335名    |
| 2008年（平成20年）3月期 | 147億円 | 346名    |
| 2007年（平成19年）3月期 | 140億円 | 334名    |

## その他
太平洋沿海フェリーイメージソング
「海へ出よう」 - 歌 : 成田賢
「新しい旅」 - 歌：青い三角定規
太平洋フェリーイメージソング
「太平洋フェリーのうた 海上のシネマ」  - 歌 : 盛かおる